# 大洪水時代
ポーランドの歴史において大洪水（だいこうずい、ポーランド語: Potop〈ポトプ〉）またはスウェーデン大洪水（Potop szwedzki〈ポートプ・シュフェツキ〉、リトアニア語: Švedų tvanas）は、17世紀中盤のスウェーデン軍の侵入に始まるポーランド・リトアニア国家における被害と荒廃を指す。広義ではフメリニツキーの乱（1648年 - 1657年）、ロシア・ポーランド戦争（1654年 - 1667年）、アンドルソヴォ条約（1667年）、北方戦争（1654年 - 1660年）の期間に用い、狭義ではスウェーデンがポーランド・リトアニア国家を侵略し占拠した北方戦争（1654年 - 1660年）のみに用いる。ポーランド史で言う「大洪水」はスウェーデン史では「北方戦争」と呼ぶ。
ポーランドにおいて大洪水（ポトプ）はスウェーデン軍の攻撃に始まる17世紀の大混乱を「ノアの箱舟」で有名な大洪水になぞらえ、後世まで記憶された表現である。シェンキェヴィチの歴史小説『大洪水』(Potop)によって有名になった。
大洪水が起きる前、ポーランド・リトアニア共和国は軍隊を擁して東欧地域に領土を拡大し人口も増加していた。また地理的・歴史的関係からクリミア・ハン国およびオスマン帝国と覇権を巡り300年間争っていた。1558年からのスウェーデンとポーランド間の戦争も300年間に及んだ。争いは18世紀のポーランド分割まで続いた。

## 展開
共和国の破滅の発端は、1648年にルテニアのコサック小領主ボフダン・フメリニツキーが、ポーランド人大貴族（マグナート）の支配に不満を抱くザポロージャ・コサックおよびウクライナ人農民を率いて民衆蜂起を引き起こした事件であった。反乱軍は国内を荒らしまわり、1651年のベレステーチコの戦いの後で一応の休戦が成立したが、1654年にモスクワ・ロシアはウクライナの保護を口実としてポーランド・リトアニア共和国に攻め込み、共和国領の東半を占領した。
一方、バルト地方を戦場として、王朝的対立（ジグムント3世が1599年にスウェーデンの世襲王位を追われて以後、ヴァーサ家の諸王はスウェーデン王位の奪還を求め、共和国議会の強い反対に遭いながらも敵対政策を続けていた）その他の理由で共和国と長年の争いを続けていたスウェーデン帝国は、この状況を好機とみて翌1655年に共和国に侵攻し、同国の残り半分を占領した。
野心的なリトアニア大ヘトマンのヤヌシュ・ラジヴィウ公とボグスワフ・ラジヴィウ公は、混乱した共和国に内部紛争を引き起こし、ポーランド・リトアニア連合体制と共和国政府を崩壊させる目的で、スウェーデン王カール10世グスタフと交渉を開始した。彼らはケダイネイで合同に関する条約に調印したが、この条約ではリトアニア大公国から2つの公国を分割独立させてラジヴィウ家の公爵達に譲渡し、大公国領の残りの地域をスウェーデンの属国にすることが約束されていた（ケダイネイ合同）。
ポーランド・リトアニア共和国の国王ヤン2世カジミェシュは即位前の1643年にイエズス会の修道士となって枢機卿に任じられ、1646年にポーランド国王選挙に出るためその聖職を捨て、1648年に選出されたという経歴の持ち主だった。加えてオーストリアの絶対主義に共感して貴族たちの民主政原則やサルマティア文化をはっきり軽蔑していたことから、頼みとすべき貴族階級（シュラフタ）には全く人気が無く、一部の貴族はスウェーデン王カール10世（ヤン2世の又従弟にあたる）の方がポーランド王に相応しいと見なしていた。王冠領副大法官ヒェロニム・ラジェヨフスキや王冠領財務長官ボグスワフ・レシュチニスキを始めとする多くの貴族たちが、イエズス会しか支持基盤のないヤン2世を見捨ててカール10世にポーランド王となるよう勧めていた。
スウェーデン軍がポーランドへの最初の侵攻を開始すると、ポズナン県知事のクシシュトフ・オパリンスキはヴィエルコポルスカをカール10世に明け渡し、他地域もこれに続いて降伏した。共和国領の西半地域の大部分がスウェーデン支配下に入り、スウェーデン人たちは1655年に無抵抗の首都ワルシャワに入城、ヤン2世はシロンスクに亡命した。侵攻したスウェーデン軍は、各都市、各農村で略奪、破壊を行った。完全に破壊された都市や農村は10-30%に登りワルシャワでも過半数の建物が破壊され、人口も一時的に1万人以下まで減少したと言われている。戦争全体でポーランド経済は決定的なダメージを受け、経済の衰退に拍車をかけることとなった。
こうした行為はポーランド人の抵抗運動に火を点けるのに十分であった。翌1656年スウェーデン軍はブランデンブルク選帝侯フリードリヒ・ヴィルヘルムと共にワルシャワの戦いでポーランド＝ロシア連合軍を破ったが、フリードリヒ・ヴィルヘルムはポーランド分割を目論むカール10世から離脱し、プロイセンの主権を獲得する為にポーランドと同盟を結び反スウェーデン陣営に鞍替えした。
スウェーデン軍はクラクフやチェンストホヴァへ侵攻しヤスナ・グラ修道院を包囲したが、少数の地域では抵抗運動を続けており、その中心となったのがヤスナ・グラ修道院であった。1655年11月から1656年1月まで続いたヤスナ・グラ包囲において、この聖別された要塞の守備隊は大修道院長アウグスティン・コルデツキに指揮されて敵軍を追い払った。ヤスナ・グラでの勝利はポーランドのスウェーデン軍に対するレジスタンスを大いに勇気づけた。1655年12月、亡命中のヤン2世を支持するティショフツェ連盟が結成された。この情勢下でスウェーデンの同盟者はケダイネイ合同下の一部のリトアニア人貴族とトランシルヴァニア公国のみとなった。頼みとしたヘーチマン国家との共闘も1657年のボフダン・フメリニツキーの死によって頓挫し、ウクライナの情勢はポーランド側に有利に働く事となった。
蜂起が全国規模で発生し、各地に散在する外国軍を攻撃し始めた。蜂起した軍勢はステファン・チャルニェツキとリトアニア大ヘトマンのヤン・パヴェウ・サピェハの指揮下へと統合されていき、彼らはカール10世に忠誠を誓った勢力を排除すべく、反転攻勢を仕掛けた。共和国軍は1657年にはスウェーデン人の軍勢を国外に追い出した。スウェーデンは1658年の再度の侵入にも失敗し、デンマーク（カール・グスタフ戦争）、モスクワ・ロシアとの交戦が始まって、1659年までに共和国領内から最終的に撤退した。
スウェーデンは軍事的には共和国軍に敗北した形となったが、バルト海沿岸、すなわちリガからシュチェチンにいたるまでの海岸沿線の一定の影響力を維持していた（ロシアとスウェーデンは1658年末にロシアが優勢に立っていたものの休戦していた）。後にポーランド領の海港を返還し、バルト海はスウェーデンの内海とすることは出来なかったが、デンマークとの戦争後デンマーク海軍をバルト海から締め出し、貿易圏を確保した事でバルト海南部に対してもスウェーデンの影響力を保持することが出来た。このことはポーランドに対しても外交戦を優位に運べたといっても良かったが、同時にスウェーデンはカール10世の下で断続的に戦争を行ってきており、結果的にスウェーデンの財政的限界も明らかとなった。
1660年4月23日にオリヴァ条約が結ばれ、共和国はリガとリーフランド（リヴォニア）が正式にスウェーデンの主権下に入る事を認め、ヤン2世はスウェーデン王位要求権を放棄した。スウェーデンはこの戦争及びバルト海沿岸に拡大した北方戦争によって疲弊したものの、共和国との和平が成った後、バルト海一帯の一定の覇権を確立する事に成功した。
共和国はトランシルヴァニア公国とブランデンブルクの軍勢にも勝利したが、ブランデンブルクの所領・プロイセン公国に関しては、ポーランドとの封臣関係を解除して独立国家として認めることを余儀なくされた（1657年のヴェーラウの和約）。共和国の封臣国であるクールラント公国も戦争に巻き込まれ、1655年のスウェーデン軍の侵攻により、1658年から1660年までクールラント公ヤーコプ・ケトラーはスウェーデン軍に囚われの身となった。ヤーコプ公爵の時代、公国は最盛期を迎え、クールラントによるアメリカ大陸の植民地化を行うなど繁栄していたが、戦後、解放されたヤーコプ公爵の努力にも関わらず、クールラント公国は二度と戦争前の豊かさを取り戻すことは出来なかった。また、クールラント公国は後に大北方戦争前後を通じて、ポーランドとロシアによる支配権争いに巻き込まれ、18世紀に強大化したロシア帝国の干渉の下にさらされることとなる。そして、この強大化したロシア帝国とプロイセン王国により、共和国の衰退時代にポーランド分割が現実化されることとなる。
1658年9月16日のハージャチ合同が批准され、これにより共和国の南東部であるルテニアはポーランドとリトアニアの両国と同格の地位に引き上げられ、ポーランド・リトアニア共和国はポーランド・リトアニア・ルテニア共和国（3民族の共和国、ポーランド語：Rzeczpospolita Trojga Narodów）へと変貌させる予定となった。ウクライナ・ヘトマンのイヴァン・ヴィホーウシクィイとコサックの指導層（スタルシナー）によって支持されたこの合同は、東ヨーロッパの国際関係を大きく変えることになるはずだった。ところがこの合同条約が発効することはなかった。この合同を無視し、モスクワ・ロシアはウクライナ譲渡を要求し続けた。
ウクライナ戦争（1654年 - 1667年）は、1667年1月13日のアンドルソヴォの和約で終結した。この条約により、モスクワ・ロシアは左岸ウクライナ（ドニエプル川東岸地域）を獲得し、右岸ウクライナ（ドニエプル川西岸地域）のみが共和国領に残された。条約は、ロシアが20年後に左岸ウクライナを共和国に返還するとしていたが、1686年に結ばれた恒久平和条約により、ロシアの左岸ウクライナ領有は永久的なものとなった。この結果、モスクワ・ロシアは、ポーランド・リトアニア共和国に代わり、東欧の覇権を獲得する事に成功した。共和国は、この大洪水によって黄金時代に幕を下ろし、衰退の時代に入った。ヨーロッパ全体においても、この覇権委譲ともとれる情勢により、ロシアのヨーロッパにおける国際関係を一変させる契機となった。
大洪水はポーランドにおける宗教的寛容の時代をも終わらせた。その大部分が非カトリック教徒だった侵略者たちは大部分がカトリック教徒のポーランド人たちから敵意を抱かれるようになった。1658年に起きた、フス派の系統であるプロテスタントのポーランド兄弟団の追放は、増加していく宗教的不寛容の一例に過ぎなかった。

## 関連項目

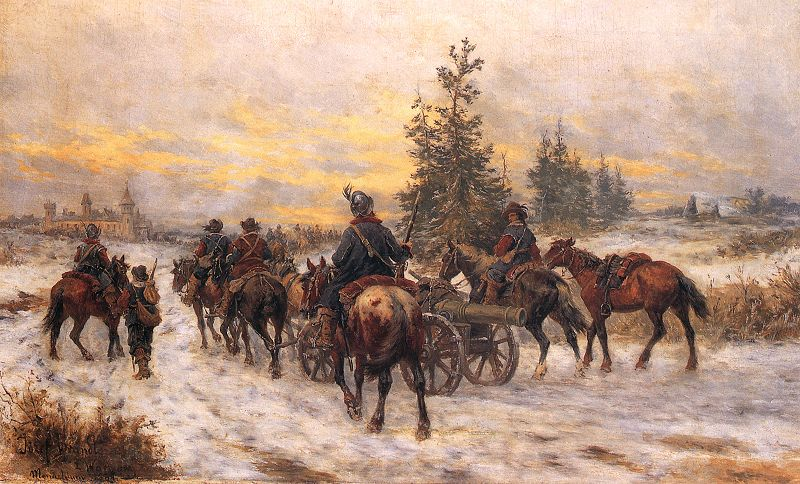
同盟者ラジヴィウ家の領地ケダイネイに進軍するスウェーデン兵、ユゼフ・ブラント画